# 蒙索圣瓦
蒙索圣瓦（法語：Monceau-Saint-Waast，法語發音：[mɔ̃so sɛ̃ va]）是法国上法蘭西大區北部省的一个市镇，位于该省东部，属于埃尔普河畔阿韦讷区。

## 地理
蒙索圣瓦（50°10'14"N, 3°51'17"E）面积5.93 平方千米，位于法国上法蘭西大區北部省，该省份为法国最北部的省份及最长的省份，西北濒北海，西接加来海峡省，南至埃纳省和索姆省，东与比利时接壤。
与蒙索圣瓦接壤的市镇（或旧市镇、城区）包括：欧努瓦-艾姆里、圣雷米绍塞、埃尔普河畔栋皮埃尔、勒瓦勒。
蒙索圣瓦的时区为UTC+01:00、UTC+02:00（夏令时）。

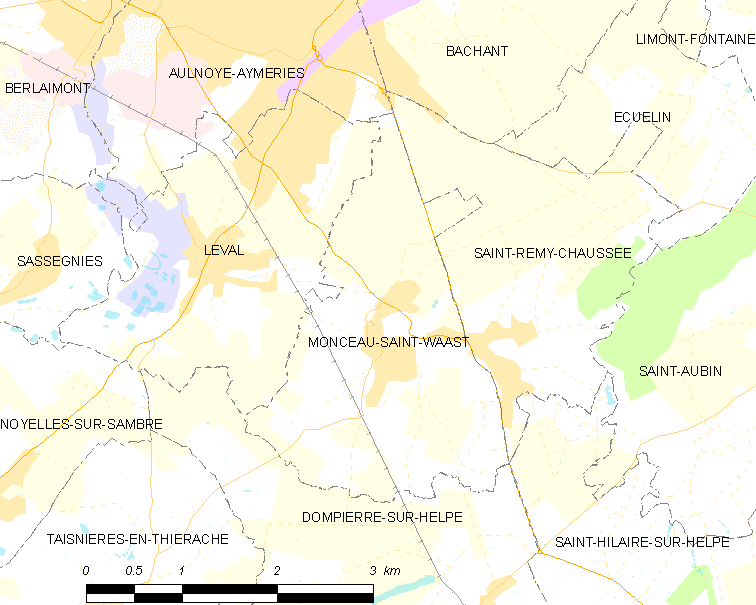
蒙索圣瓦的OSM定位图

## 行政
蒙索圣瓦的邮政编码为59620，INSEE市镇编码为59406。

## 政治
蒙索圣瓦所属的省级选区为欧努瓦-艾姆里县。

## 人口

1962-2008年间蒙索圣瓦人口变化图示

蒙索圣瓦于2022年1月1日时的人口数量为423人。